# ランナーズハイ (生体)

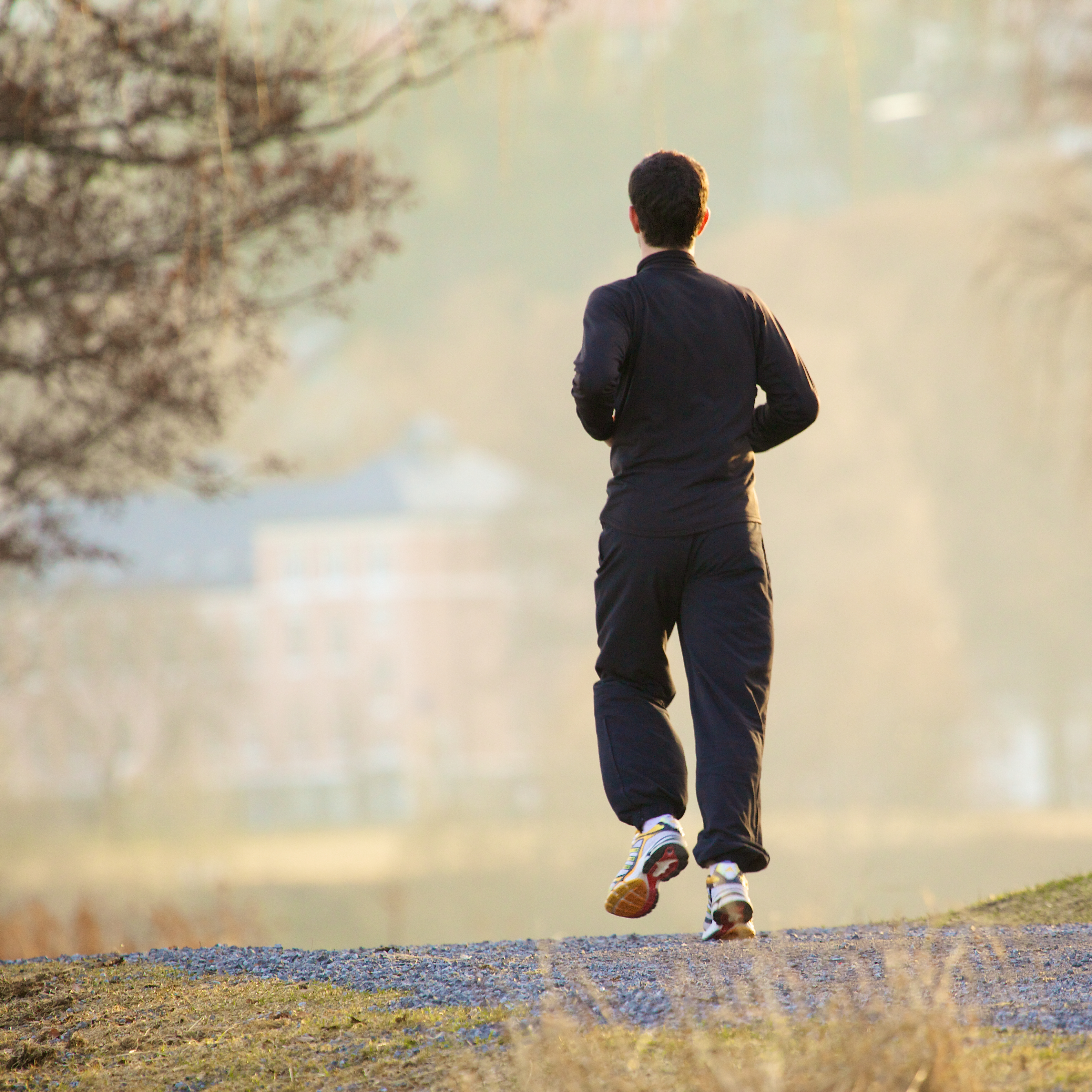
ランナーズハイは長時間走り続け苦痛を我慢した後に出現する。

ランナーズハイ（runner's high）とは、継続的な運動によって引き起こされる一時的な多幸感であり、喜び、深い満足感、高揚感、ウェルビーイングといったポジティブ感情を経験する感情的状態である。長距離走の場合はランナーズハイであり、ボート競技の場合はローワーズ・ハイ（rower's high）と呼ばれる。

## 概要
マラソンやジョギングを行うと通常、次第に苦しさが増してくるが、それを我慢し走り続けるとある時点から逆に快感・恍惚感が生じることがある。この状態をランナーズハイと呼ぶ。多くの検証実験から、この状態においては脳内にα波とモル効果があるβ-エンドルフィンという快感ホルモンに満たされていることが判明した。この内、βエンドルフィンの増大が麻薬作用と同様の効果を人体にもたらすことで起こるとされる。運動中にβ-エンドルフィンがどう働くかのメカニズムは解明されていない。

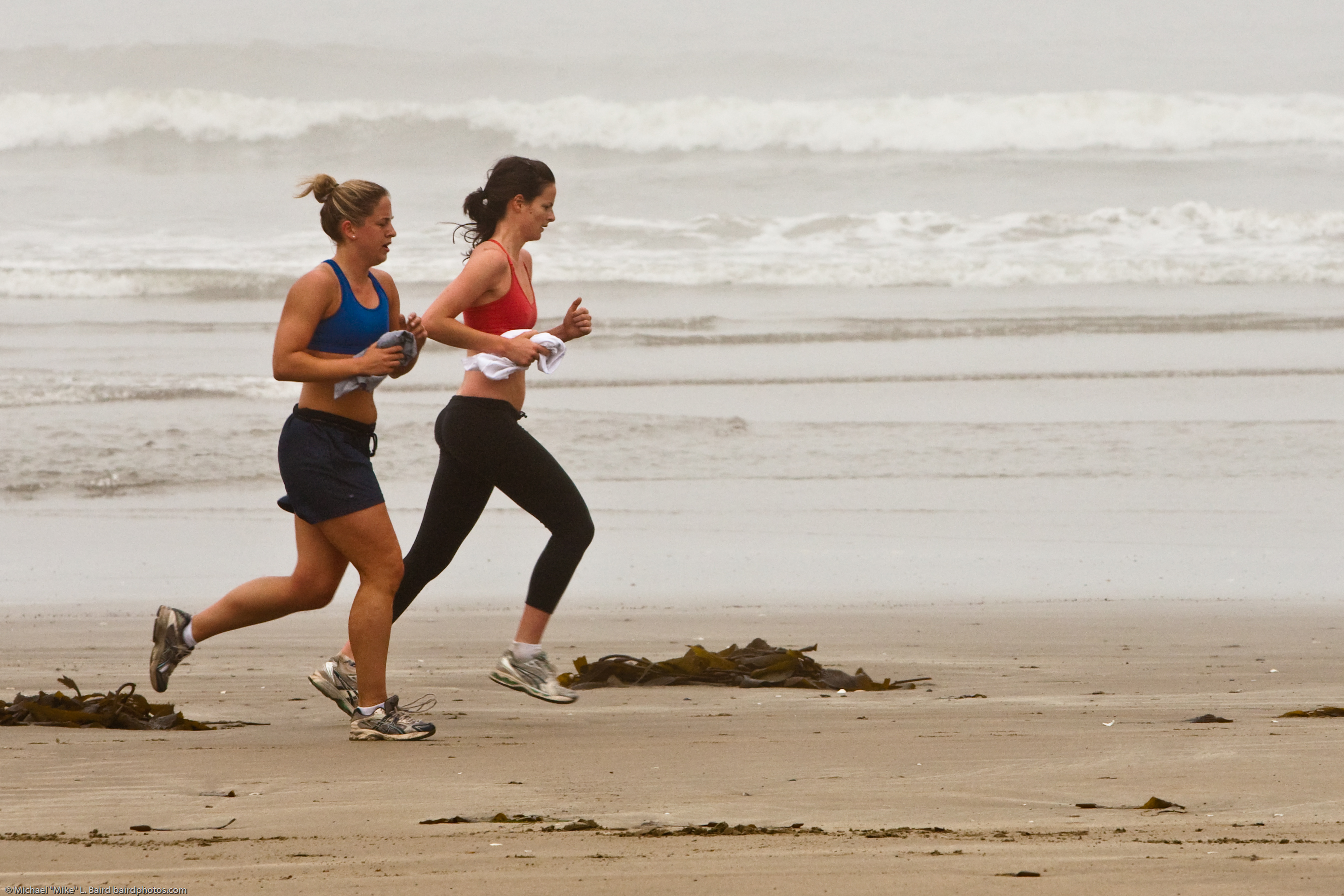
ランナーズハイはβエンドルフィンの増大が麻薬作用と同様の効果を人体にもたらすことで起こるとされてきたが、2015年頃より内在性カンナビノイド説が浮上した。

東京学芸大学名誉教授・医学博士宮崎義憲の行った実験では、日頃あまり運動をしない男性8人に有酸素運動の自転車こぎを30分間させた結果、運動中や運動後にα波は13.5％、β-エンドルフィンが75％増加したことが確認された。宮崎によればα波とβエンドルフィンは気分をリラックスさせたり高揚させる働きのほか、大脳の働きを高め、アンチエイジング効果もある。このためには決してランナーズハイ状態になるまでの激しい運動をする必要はなく、1分間100mの速歩で30分程度の運動でも十分効果があるという。

### 内在性カンナビノイド説
2015年頃からの研究により、ランナーズハイをもたらせる物質はβエンドルフィンではなく、体内で生成される脳内麻薬の一種である内在性カンナビノイドに属する化学物質であるとする説が提示された。内在性カンナビノイドは、マリファナに含まれるTHCと同様に不安を和らげたり、痛みを感じにくくさせる性質がある。2015年のネズミを使った実験では、ホイールに乗せられ走らされたネズミにアナンダミドと呼ばれる内在性カンナビノイドが生成されたことが確認された。そのネズミを熱したプレートに乗せストレスに対する反応を観察した結果、ネズミの血中アナンダミドは増加し、熱さに反応するまでに通常より時間がかかった。さらにアナンダミドの受容体をブロックした実験では、長距離を走っていないネズミ同様に、熱いプレートに早く反応する結果となった。一方、βエンドルフィンの受容体をブロックしたところ、熱いプレートに対する反応には全く変化は見られず、このことからこれまで考えられてきたβエンドルフィン説は覆り、内在性カンナビノイドがランナーズハイの原因物質であるとされた。